# Rhododendron lulangense
Rhododendron lulangense là một loài thực vật có hoa trong họ Thạch nam. Loài này được L.C. Hu & Tateishi miêu tả khoa học đầu tiên năm 1992.